# Savonneriefabriken

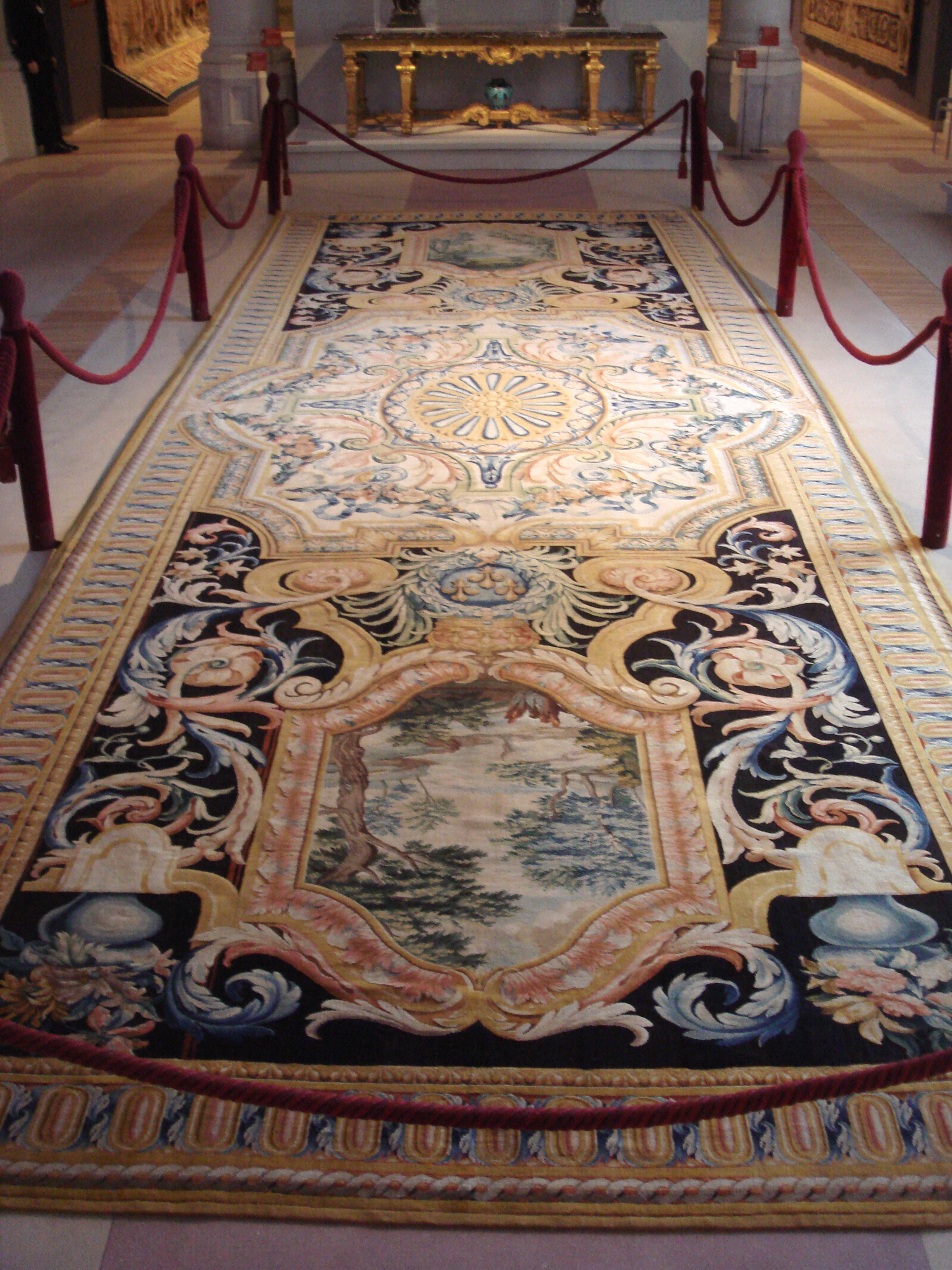
En Savonnerie-matta från cirka 1670-1685 som visas vid Des Gobelins i Paris.

Savonneriefabriken (av det franska ordet för såpsjuderi) i Paris var den mest prestigefyllda europeiska tillverkaren av knutna mattor. Fabriken grundades 1627 då Ludvig XIII utfärdade ett kungligt privilegium för mattproduktion till Pierre Dupont och hans lärling Simon Lourdet som hade övertagit en före detta tvålfabrik (savonnerie). Efter osämja männen emellan arbetade Dupont i egen ateljé men bådas mattor blev kända som Savonneriemattor. Fabrikens höjdpunkt inföll under Ludvig XIV:s regering. Privilegierna förnyades 1664. Efter en tid av ekonomiska svårigheter uppgick fabriken på 1820-talet i Des Gobelins.
Till fabrikens i Sverige kända mattor hör Husgerådskammarens Savonneriemattan, skänkt till Gustav III 1784. Den är troligen ritad av Pierre-Josse Perrot och tillverkad i Paris under förra hälften av 1700-talet. Mattan användes bland annat vid kronprinsessbröllopet 2010.